# Данфунг Денніс
Данфунг Денніс (англ. Danfung Dennis) — американський тележурналіст і режисер-документаліст, номінант премії «Оскар».

## Життєпис
Має економічну освіту. Як фотожурналіст-фрилансер, Денніс із 2006 року висвітлював військові кампанії в Іраку і Афганістані, в основному співпрацюючи з журналом Newsweek і газетою The New York Times. Зроблені ним фотографії з'являлися також на сторінках видань Time, The Washington Post, The Guardian, Rolling Stone, The Wall Street Journal та інших. Ряд його знімків, створених під час бойових дій, відзначені професійними нагородами. Як фотожурналіст Денніс, за власними словами, завжди прагнув зберігати позицію чесного незалежного спостерігача, надихаючись прикладом військового фотографа Джеймса Нахтвея і ідеєю, що «сильні фотообрази здатні скинути з людей байдужість».
З 2009 року як оператор і режисер Денніс працював над документальним фільмом «В пекло і назад» (Hell and Back Again). Зйомки картини проходили на півдні Афганістану в розташуванні роти морської піхоти США «Ехо», а також в американському місті Джексонвілл, куди після поранення повернувся її головний герой — сержант Нейт Гарріс. Замість професійної відеокамери використовувався фотоапарат Canon EOS 5D Mark II. Прем'єра фільму «В пекло і назад» відбулася в січні 2011 року на фестивалі «Санденс», де Денніс отримав нагороди як найкращий оператор і творець найкращої стрічки міжнародного документального конкурсу. Фільм також був визнаний переможцем документального конкурсу 33-го Московського міжнародного кінофестивалю і висувався на премію «Оскар» в номінації «Найкращий повнометражний документальний фільм» (церемонія 2012 року).